# Alan Mulcahy
Alan Francis Mulcahy (nascido em 17 de dezembro de 1983 em Dublin, Irlanda) é um jogador de futebol irlandês.